# Código ATC D04

## D04A Antipririginosos, incluindo anti-histamínicos, anestésicos

### D04AA Anti-histamínicos para uso tópico
D04AA01 Thonzylamine
D04AA02 Mepyramine
D04AA03 Thenalidine
D04AA04 Tripelennamine
D04AA09 Chloropyramine
D04AA10 Promethazine
D04AA12 Tolpropamine
D04AA13 Dimetindene
D04AA14 Clemastine
D04AA15 Bamipine
D04AA22 Isothipendyl
D04AA32 Diphenhydramine
D04AA33 Diphenhydramine methylbromide
D04AA34 Chlorphenoxamine

### D04AB Anestésicos para uso tópico
D04AB01 Lidocaína
D04AB02 Cinchocaína
D04AB03 Oxibuprocaína
D04AB04 Benzocaína
D04AB05 Quinisocaína
D04AB06 Tetracaína
D04AB07 Pramocaína